# Задержание

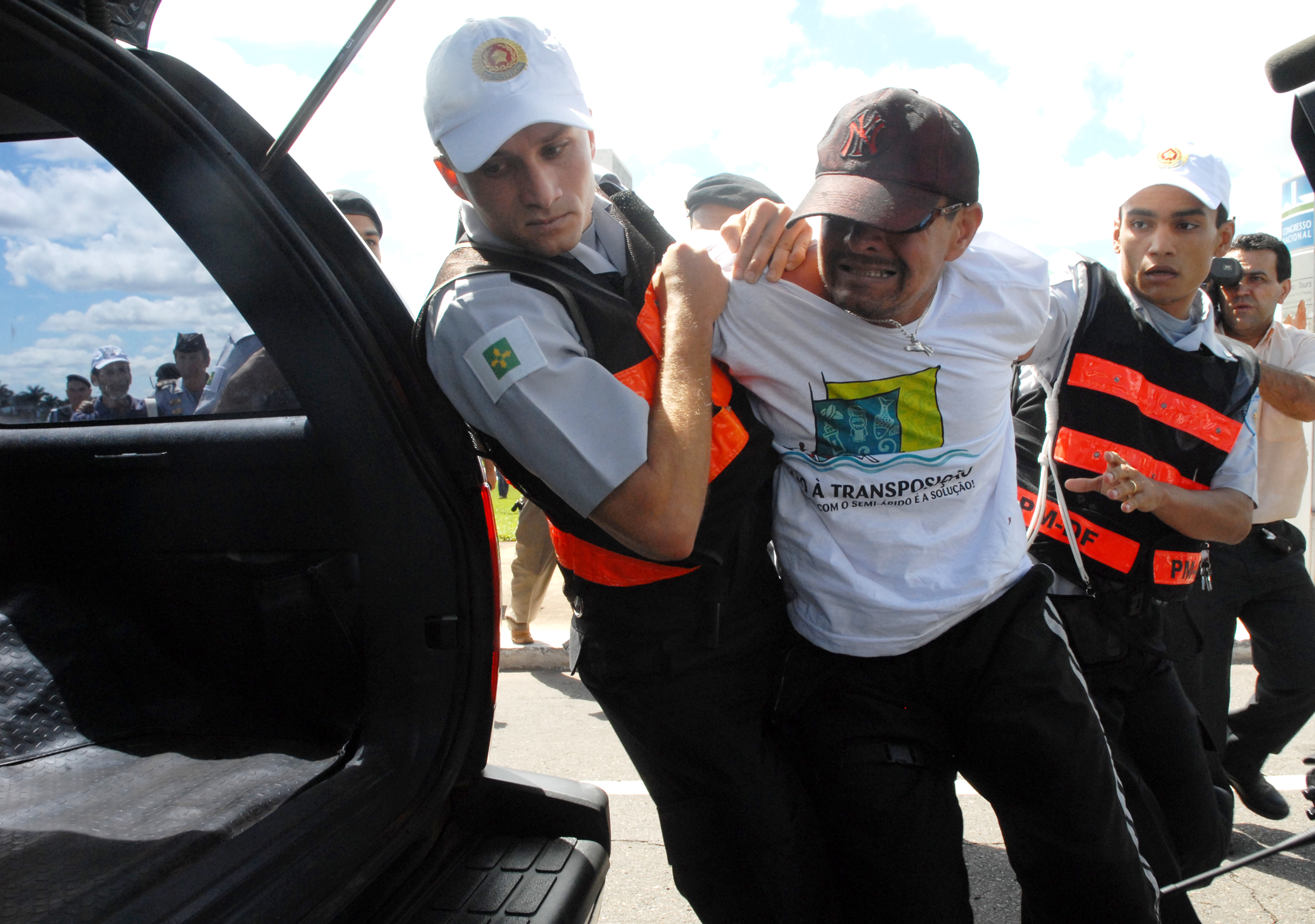
Задержание в Бразилии.

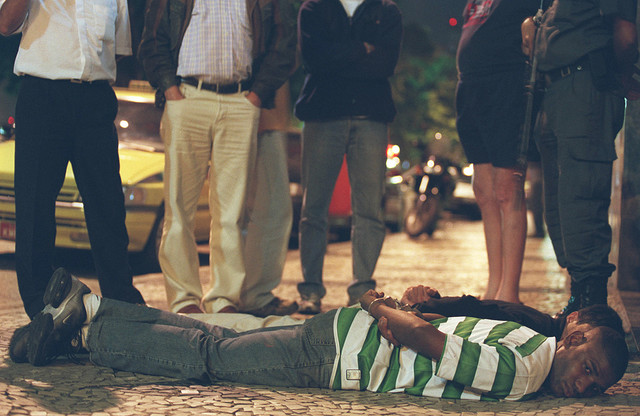
Задержанный мужчина в Рио-де-Жанейро.

Задержание — кратковременное лишение свободы лица, подозреваемого в совершении преступления или административного правонарушения.
В России, в соответствии с пунктом 2 статьи 22 Конституции, до судебного решения лицо не может быть подвергнуто задержанию на срок более 48 часов. Согласно пункту 2 статьи 48 Конституции России, каждый задержанный имеет право пользоваться помощью адвоката (защитника) с момента задержания.

## Виды и типы

### Уголовное задержание
Процедура задержания в России регламентирована статьями 91—96 Уголовно-процессуального кодекса (УПК России). Согласно статье 91 УПК России, орган дознания, дознаватель, следователь вправе задержать лицо по подозрению в совершении преступления, за которое может быть назначено наказание в виде лишения свободы, при наличии одного из следующих оснований:
1) когда это лицо застигнуто при совершении преступления или непосредственно после его совершения;
2) когда потерпевшие или очевидцы укажут на данное лицо как на совершившее преступление;
3) когда на этом лице или его одежде, при нём или в его жилище будут обнаружены явные следы преступления.
При наличии иных данных, дающих основание подозревать лицо в совершении преступления, оно может быть задержано, если это лицо пыталось скрыться, либо не имеет постоянного места жительства, либо не установлена его личность, либо если следователем с согласия руководителя следственного органа или дознавателем с согласия прокурора в суд направлено ходатайство об избрании в отношении указанного лица меры пресечения в виде заключения под стражу.
Задержанные содержатся в изоляторах временного содержания.

### Административное задержание
Российский Кодекс об административных правонарушениях также предусматривает возможность административного задержания. Согласно статье 27.3 данного кодекса административное задержание может быть применено в исключительных случаях, если это необходимо для обеспечения правильного и своевременного рассмотрения дела об административном правонарушении, исполнения постановления по делу об административном правонарушении. В соответствии со статьёй 27.5 в общем случае срок административного задержания не должен превышать три часа.
Однако лицо, в отношении которого ведётся производство по делу об административном правонарушении, посягающем на установленный режим государственной границы Российской Федерации и порядок пребывания на территории Российской Федерации, об административном правонарушении, совершённом во внутренних морских водах, в территориальном море, на континентальном шельфе, в исключительной экономической зоне Российской Федерации, или о нарушении таможенных правил, в случае необходимости для установления личности или для выяснения обстоятельств административного правонарушения может быть подвергнуто административному задержанию на срок не более 48 часов.
Лицо, в отношении которого ведётся производство по делу об административном правонарушении, влекущем в качестве одной из мер административного наказания административный арест, также может быть подвергнуто административному задержанию на срок не более 48 часов.